# Монолит-Б

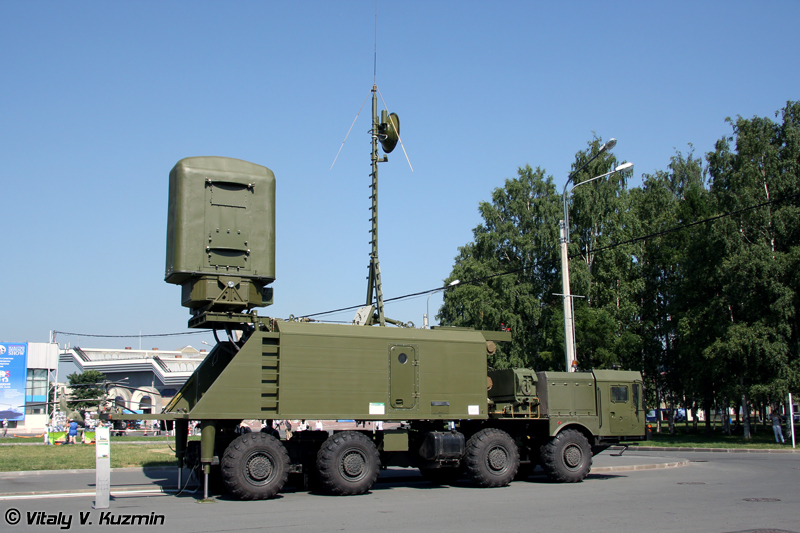
Монолит-Б на Международном военно-морском салоне МВМС-2011.

Монолит-Б — российский мобильный береговой комплекс радиоразведки.

## Общие сведения
Разработчик — Калужский приборостроительный завод «Тайфун» (входит в концерн «Моринфосистема-Агат»).
Комплекс впервые представлен широкой публике на выставке МВМС-2019.
«Монолит-Б» в модульном исполнении легко транспортируется, подходит под разные шасси, быстро развёртывается и может функционировать как в самоходном, так и в стационарном исполнении.
В самоходном исполнении экипаж комплекса — 5 человек. В возимом и стационарном — 4 человека.
Комплекс разведки воздушной и надводной обстановки «Монолит-Б» предназначен для дальнего загоризонтного обнаружения и сопровождения надводных и воздушных целей с использованием собственных средств активной и пассивной радиолокации.
Состоит из двух идентичных постов обнаружения и целеуказания, один из которых является Центральным объектом комплекса, другой — Периферийным объектом комплекса.
Система управления средствами реализована с применением цифровых методов передачи всех видов сообщений, автоматизированного установления связи, обработки сообщений и их распределения, засекречивания информации с гарантированной стойкостью.
Комплекс установлен на базе самоходного шасси высокой проходимости и возимого исполнения, наличие приборов ночного видения, аппаратуры навигации, топографической привязки и ориентирования позволяет комплексу в любое время суток при любых погодных условиях быстро менять боевые позиции, а также осуществлять перебазирование на новые позиции.
Комплекс оснащён высокоточными активными и пассивными каналами радиолокационного обнаружения, которые позволяют осуществлять гибкую стратегию обнаружения целей. Скрытность обнаружения и сопровождения целей достигается применением помехозащищённого КРК «Минерал-МЭ» в пассивном режиме обнаружения целей, а также применением маломощных радиолокационных сигналов в активном режиме обнаружения целей. Предусмотрена возможность получения оперативной информации от вышестоящих командных пунктов и внешних средств разведки и целеуказания.

## Технические характеристики

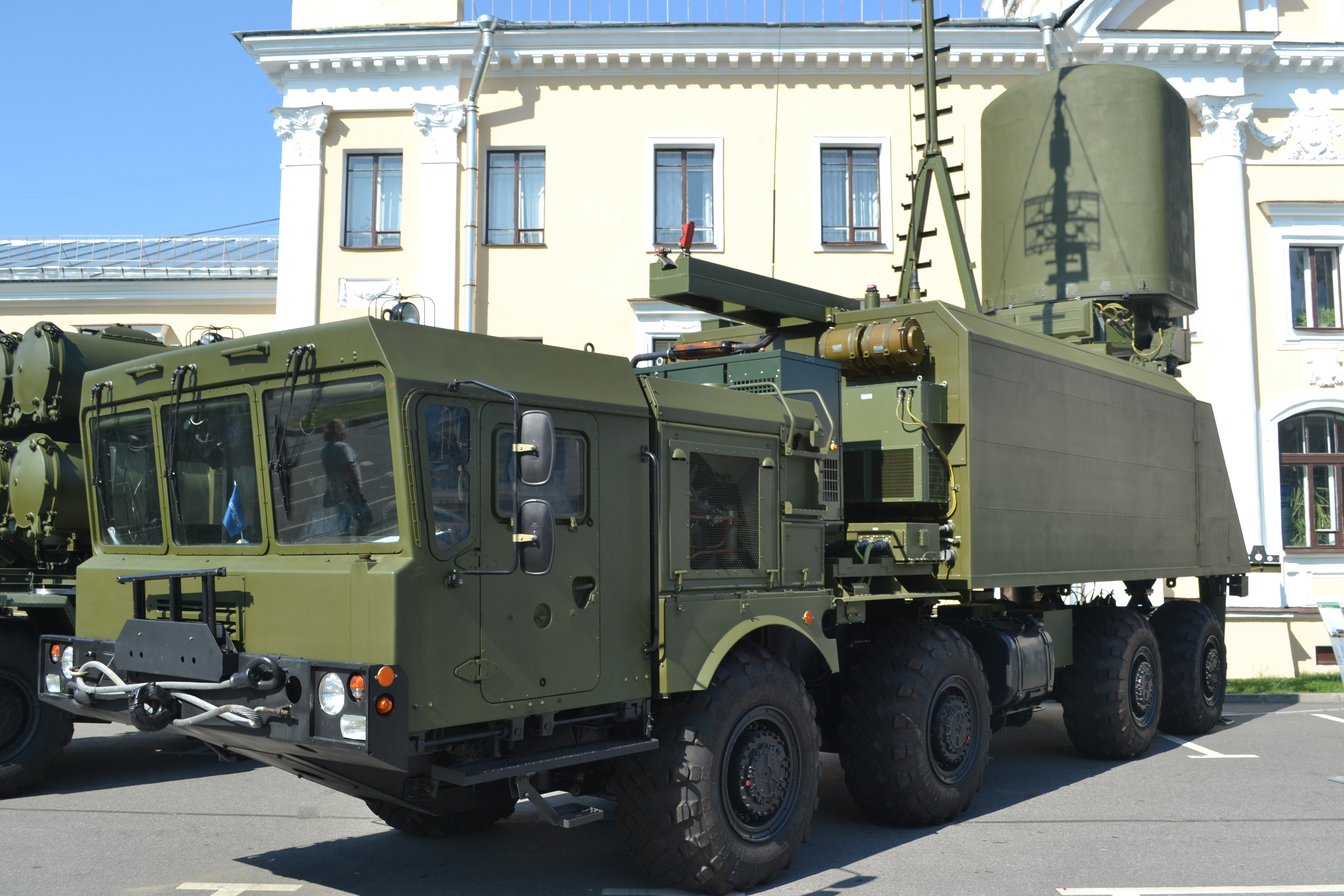
Монолит-Б.

Дальность обнаружения надводных целей активной РЛС, км:
- в нормальных условиях распространения волн при расположении антенны на высоте 9-12 м над уровнем моря — 35 км;
- в условиях наличия приво́дного волновода — 90-100 км;
- в условиях сверхрефракции — до 250 км.

Дальность обнаружения надводных целей пассивной РЛС — до 450 км. Максимальная дальность действия станции взаимного обмена информацией и взаимного ориентирования (ВЗОИ-ВЗОР) — 0,2…30 км.
Максимальное количество сопровождаемых целей:
- активной РЛС — 30
- пассивной РЛС в режиме обнаружения — 50
- пассивной РЛС в режиме выработки данных ЦУ — 10

Максимальное количество целей, обрабатываемых станцией ВЗОИ-ВЗОР — 200